# ایاد فاتح الراوی
ایاد فاتح الراوی (عربی: إياد فتيح خليفة الراوي؛ ۱۹۴۲ – ۱۸ مهٔ ۲۰۱۸) فرمانده نظامی عراقی بود. وی از فرماندهان ارشد نیروی زمینی عراق در خلال جنگ ایران و عراق بشمار می‌آمد و فرماندهی نیروهای گارد جمهوری، سپس جیش‌القدس (نیروهای داوطلب ارتش عراق) را برعهده داشت. او در دوره‌ای نیز به‌طور همزمان به عنوان استاندار بغداد و نیز کرکوک فعالیت می‌کرد.
الراوی از فرماندهان مورد توجه صدام حسین محسوب می‌شد و در دوره ۸ ساله جنگ ایران و عراق ۲۷ نشان لیاقت از صدام دریافت کرد. وی در سال ۲۰۱۸ بر اثر سکته مغزی در زندانی در شهر بغداد درگذشت.